# Challenger de Río de Janeiro
El torneo Peugeot Tennis Cup es un torneo profesional de tenis. Pertenece al ATP Challenger Tour. Se juega desde el año 2012 sobre superficie de tierra batida, en Río de Janeiro, Brasil.

## Palmarés

### Individuales
| Año  | Campeón         | Finalista      | Resultado |
| ---- | --------------- | -------------- | --------- |
| 2013 | Agustín Velotti | Blaž Rola      | 6-3, 6-4  |
| 2012 | Gastão Elias    | Boris Pašanski | 6–3, 7–5  |

### Dobles
| Año  | Campeones                    | Finalistas                   | Resultado |
| ---- | ---------------------------- | ---------------------------- | --------- |
| 2013 | Thiemo de Bakker André Sá    | Marcelo Demoliner João Souza | 6-3, 6-2  |
| 2012 | Marcelo Demoliner João Souza | Frederico Gil Pedro Sousa    | 6–2, 6–4  |